# Chinchón
Chinchón település Spanyolországban, Madrid tartományban. Chinchón San Martín de la Vega, Morata de Tajuña, Valdelaguna, Colmenar de Oreja, Villaconejos, Aranjuez, Titulcia és Ciempozuelos községekkel határos. Lakosainak száma 5818 fő (2024).

## Népesség
A település népessége az utóbbi években az alábbiak szerint változott:
| Lakosok száma | 4270 | 4738 | 5071 | 5308 | 5404 | 5447 | 5240 | 5331 | 5658 | 5818 |
|               | 2001 | 2004 | 2007 | 2009 | 2012 | 2014 | 2017 | 2019 | 2022 | 2024 |